# Sean Weatherspoon
Franklin De'Sean „Sean“ Weatherspoon (* 29. Dezember 1987 in Greenville, South Carolina) ist ein ehemaliger US-amerikanischer American-Football-Spieler auf der Position 
des Outside Linebackers.

## Frühe Jahre
Weatherspoon ging auf die Highschool in Jasper, wo er bereits als Linebacker American Football spielte. Später ging er auf die University of Missouri. Für deren College-Footballteam brachte er es 2008 auf 155 Tackles, was die zweitmeisten Tackles überhaupt in einer Saison in der Geschichte dieses Colleges darstellte.

## NFL

### Atlanta Falcons
Sean Weatherspoon wurde im NFL-Draft 2010 in der ersten Runde als 19. Spieler von den Atlanta Falcons ausgewählt, wo er einen Fünf-Jahres-Vertrag erhielt. In seiner ersten Saison spielte er in elf von 16 Spielen und erzielte 42 Tackles und einen Sack. 2011, in seiner zweiten Saison, wurde Weatherspoon Stammspieler auf seiner Position. Er verpasste kein Saisonspiel und erzielte 115 Tackles und 4 Sacks. Ein weiteres Jahr später wurde er zum Kapitän der Defense der Falcons ernannt. Er beendete die Saison mit 95 Tackles und drei Sacks. In der Saison 2013 konnte er seinen ersten Touchdown erzielen. Allerdings verpasste er auf Grund einer Verletzung neun Saisonspiele. Die Saison 2014 verpasste Weatherspoon komplett auf Grund einer Achillessehnenruptur.

### Arizona Cardinals
Am 11. März 2015 unterschrieb Weatherspoon einen Ein-Jahres-Vertrag bei den Arizona Cardinals.

### Rückkehr zu den Atlanta Falcons
Am 10. März 2016 kehrte Weatherspoon zu den Falcons zurück. Er unterschrieb einen Ein-Jahres-Vertrag. Nach dem vierten Spieltag wurde er nach einer gerissenen Achillessehne auf die Reserveliste gesetzt. Die Falcons erreichten den Super Bowl LI, welcher jedoch mit 28:34 gegen die New England Patriots verloren ging. Weatherspoon konnte an diesem Spiel auf Grund seiner Verletzung nicht teilnehmen.
Am 24. Oktober 2017 unterschrieb er erneut einen Ein-Jahres-Vertrag bei den Falcons. Er kam jedoch nicht über zwei Einsätze hinaus.

## Privates
Sean Weatherspoon ist der Großcousin der ehemaligen Basketballspielerin Teresa Weatherspoon. Weatherspoon hat zwei ältere Brüder und eine ältere Schwester.